# Nationalpartiet Danmark
 Ikke at forveksle med Nationalpartiet.
Nationalpartiet Danmark (NPD) var et dansk politisk parti på den yderste højrefløj. Det blev stiftet af ca. 40 personer på et hemmeligt møde i Ringsted den 18. februar 1990 som en udbryderfraktion fra Den Danske Forening (DDF). Partiets leder mag. art. Kaj Vilhelmsen sad i DDFs bestyrelse fra 1986 til 1989, hvor han uden held forsøgte at omdanne foreningen til et reelt parti. I 1989 blev han og Elin Uttrup ekskluderet fra DDF, fordi deres synnspunkter var for rabiate. De dannede sammen med en gruppe ligesindede et net værk af borgerlisten ved navn Stop Indvandringen, der uden succes stillede op i en række byer ved kommunalvalget i 1989. Året efter omdannede de borgerlisterne til Nationalpartiet Danmark. Partiet fik aldrig over 100 medlemmer. En medvirkende årsag til partiets manglende succes var, at det i pressen blev omtalt som nazistisk inspireret. Samtidig accepterede DDF ikke, at foreningens medlemmer også var med i Nationalpartiet Danmark. Med dannelsen af Dansk Folkeparti i 1995 havde partiet ikke længere mulighed for at udfylde sin påtænkte rolle som et parti, der kunne samle landets indvandringsmodstandere, derefter stagnerede partiet.  

## Ideologi, holdning til vold og samarbejdspartnere
Partiet var stærkt imod indvandring til Danmark og Kaj Vilhelmsen mente, at "flygtningeinvasionen" kunne begrunde, at det danske folk brugte vold mod indvandrerne i ”fortvivlelsens selvhjælp” og f.eks. angreb asylcentre. Kaj Vilhelmsen definerede selv sit parti som en paraplyorganisation med det formål at samle de forskellige indvandrerfjendtlige borgerlister og andre smågrupperinger på den politiske højrefløj for at kunne opstille til Folketinget. I 1992 etableredes forbindelse mellem NPD og Partiet De Nationale under Albert Larsens ledelse med udveksling af oplysninger om politiske modstandere. NPD begyndte i 1994 at lide under indre opløsningstendenser, bl.a. på grund af utilfredshed med ledelsen og med partiets organisation. Mange forlod derefter partiet og gik over i DNSB.